# 小泉信吉
小泉信吉
1. 小泉信吉（こいずみ のぶきち、1849年2月25日（嘉永2年2月3日） - 1894年（明治27年）12月8日） 慶應義塾長、横浜正金銀行支配人。小泉信三の父。
2. 小泉信吉（こいずみ しんきち、1918年（大正7年）1月17日 - 1942年（昭和17年）10月22日） 小泉信三の長男。1.の孫。海軍主計大尉。第二次世界大戦中南太平洋方面で戦死。墓所は多磨霊園。

以下、1.について詳述。
小泉 信吉（こいずみ のぶきち、1849年2月25日（嘉永2年2月3日） - 1894年（明治27年）12月8日）は、慶應義塾長、横浜正金銀行支配人。小泉信三の父。

## 人物
紀伊国紀州藩士紀州徳川家の侍医で250石を食む小泉文庫の子として紀伊国名草郡宮村（現在の和歌山市）に生まれる。母は板谷氏。
武よりも文にすぐれ、江戸に出て1866年（慶応2年）に当時、鉄砲洲にあった福澤諭吉が開いて間もない蘭学塾（のちの慶應義塾）に入り、洋学を学んだ。紀州藩から慶應義塾への藩費留学生は当時多く居たが、特に小泉は紀州でも神童と言われ、戊辰戦争が始まると多くの藩士が帰郷する中、福澤諭吉が紀州藩の執政に頼んで、江戸に留まることができた。
長じて大阪舎密学校、大学南校、開成学校教授に就任。1874年（明治7年）12月より、紀州徳川家の援助を受けて、中上川彦次郎と英国ロンドンに留学し、キングス・カレッジ・ロンドンで学ぶ。紀州からの留学費用の援助は、小泉の説得に心を動かされた福澤諭吉が紀州徳川家に周施して得られたもので、加えて福澤は、甥である中上川の留学に当初は反対であったものの、小泉信吉と同行するのであればとの条件で留学を承諾した。

このロンドンでの留学中に、小泉と中上川は元老院議官の井上馨と緊密な関係を構築した。これは井上が、江華島事件の後始末として1876年（明治9年）年2月の日朝修好条規（江華島条約）の締結に尽力した後、ロンドンへ渡って英国の政治経済状況を調査したが、このロンドン滞在中に留学していた福澤の高弟である小泉と中上川らを毎週土曜日に自宅に招いて勉強会を開いたことが双方の関係を深める場となった。
1878年（明治11年）に帰朝し井上馨に抜擢されて、大蔵省奏任御用掛となった。英国における生命保険事業について研究。1880年（明治13年）横浜正金銀行が設立されると、副頭取となり経営に携わる。ロンドン支店設立のために渡英した後、1880年（明治15年）に大蔵省に戻り、奏任御用掛、主税官を歴任する。また、1890年（明治23年）日本銀行取締役に就任。日銀第二代総裁の富田鉄之助が、横浜正金銀行経営の問題で時の大蔵大臣松方正義と意見があわずに辞職したとき、松方は大蔵省から藤井佳久、長崎剛一郎、帝国海軍から片岡直輝、外務省から河上謹一、鶴原定吉、民間からは小泉信吉、高橋是清、山本達雄を日銀に入れた。1892年（明治25年）には横浜正金銀行本店支配人に就任した。
この間、交詢社の設立発起人となり、1887年（明治20年）に慶應義塾評議員の第一会選挙で当選し、慶應義塾長となる。しかし、採点法の改正から普通科生徒の同盟休校が起こり、福澤との大学運営を巡る齟齬も生じたため、わずか2年で辞任した。当時の教え子に柳荘太郎（三井銀行重役・第一火災海上保険会社社長）などがいた。辞任後の1891年（明治24年）に横浜正金銀行の本店支店長に就任。
1894年（明治27年）、腹膜炎により46歳で死去した。墓所は多磨霊園。
福澤諭吉からの信頼は厚く、福澤は小泉に伊藤博文、井上馨から要請された政府新聞『公布日誌』発行を引き受けたことを極秘裏に打ち明けていた。また、福澤は小泉を『我慶應義塾の就学生、前後一万に近きその中に、能く本塾の精神を代表して一般の模範たるべき人物は、君を措て他に甚だ多からず』と評した。他、紀州ゆかりの徳川頼倫、山口熊野、鳥山啓、和田義郎、鎌田栄吉、吉川泰次郎、滝本誠一、松山棟庵、山東直砥、三宅米吉、下村房次郎、森下岩楠、関直彦と共に、和歌山学生会を結成して在京特別会員となった。

## 家族
- 子に小泉信三。その妻とみは明治生命保険創立者阿部泰蔵の娘。
- 娘婿に松本荘一郎の子・松本烝治（満鉄副総裁）、横山久太郎の子・横山長次郎（三陸汽船社長）、佐々木勇之助の子・佐々木修二郎（第一銀行副頭取）。